# Sharon Rooney
Sharon Rooney (Glasgow, 22 de outubro de 1988) é uma atriz escocesa. É mais conhecida por interpretar a protagonista Rae na série My Mad Fat Diary.

## Biografia

### Formação acadêmica
Sharon largou a escola com 16 anos de idade, para seguir com a carreira de atriz. Matriculou-se no curso de artes cênicas na Universidade de Hull.

### Carreira
Depois de fazer pequenas participações em séries na TV, ela conseguiu o papel de Rae na premiada série My Mad Fat Diary, a série se tornou um sucesso de critica e audiência, por esse papel Sharon recebeu uma indicação para o BAFTA de 2014.

## Filmografia
| Ano         | Título           | Papel           | Observações    |
| ----------- | ---------------- | --------------- | -------------- |
| 2012        | Two Doors Down   | Sophie          | TV             |
| 2013        | Sherlock         | Laura           | TV: 1 episódio |
| 2013 - 2015 | My Mad Fat Diary | Rae             | Protagonista   |
| 2014        | Comedy Playhouse | Jules           | TV: 1 episódio |
| 2014        | Hec McAdam       | Young Mother    | Filme          |
| 2023        | Barbie           | Barbie Advogada | Filme          |